# Marin-Gabriel-Louis-François Périer
Marin-Gabriel-Louis-François Périer est un homme politique français né le 7 février 1752 à La Framboisière en Eure-et-Loir et mort le 9 mars 1815 à Paris.

## Biographie
Notaire à Paris avant la Révolution, il est député du tiers état aux états généraux de 1789 pour le bailliage de Châteauneuf-en-Thymerais et siège avec la majorité.

## Source
- « Marin-Gabriel-Louis-François Périer », dans Adolphe Robert et Gaston Cougny, Dictionnaire des parlementaires français, Edgar Bourloton, 1889-1891 [détail de l’édition]